# 14080 Heppenheim
14080 Heppenheim è un asteroide della fascia principale. Scoperto nel 1997, presenta un'orbita caratterizzata da un semiasse maggiore pari a 2,3658179 UA e da un'eccentricità di 0,0835525, inclinata di 6,50809° rispetto all'eclittica.
L'asteroide è dedicato alla città tedesca Heppenheim.